# Sondern
Sondern is een plaats in de Duitse gemeente Olpe, deelstaat Noordrijn-Westfalen, en telt 525 inwoners (2006).